# SV Plüderhausen
Le SV Plüderhausen est un club allemand de tennis de table connu pour les résultats européens de son équipe masculine.

## Histoire du club
Créé en 1893, le club créa une section pongiste en 1947.
L'équipe fanion a pendant longtemps erré dans les championnats amateurs jusqu'en 1997, année où ils terminèrent à la deuxième place de la Bundesliga 2 derrière l'équipe première du FC Bayreuth. Ces derniers durent renoncer à la montée, et Plüderhausen dut en faire autant pour des problèmes financiers.
L'équipe fanion monte en Bundesliga 2 ans plus tard et se qualifie pour la Coupe d'Europe Nancy-Evans, qu'ils remportent en 2002.
L'année suivante, la SV Weru devient le sponsor principal du club et se retire à la mi-2004, à la suite de la rétrogradation du club pour la saison 2004-05 pour des erreurs dans le processus d'octroi de licences. Contrairement aux annonces précédentes où en cas de relégation, l'équipe première d'un club était dissoute, les hommes de Pluderhausen repartent en Bundesliga 2 et sont également autorisés à disputer la Coupe d'Europe Nancy-Evans. L'équipe, avec Aleksandar Karakasevic fraîchement recruté, obtient la remontée directe et devient alors le premier club de deuxième division de l'histoire à remporter une Coupe d'Europe majeure (le club français de l'EP Isséenne a remporté en 1995 la TT Intercup, compétition non officielle alors qu'il évoluait en deuxième division).
4 ans plus tard, le club réalise le doublé Coupe d'Europe - Coupe d'Allemagne.
En 2014, en finissant dernier de la Bundesliga, le club est relégué et arrête le sport professionnel.

## Effectif 2008/2009
- Aleksandar Karakašević de Serbie (Champion d'Europe mixte 2000, 2005, 2007, WR. 54, Stand 6 / 08)
- Leung Chu Yan de Hong Kong (équipe nationale de soccer de Hong Kong, l'équipe allemande Champion 2005, WR 49., Rev 8.6)
- Jakub Kosowski de Pologne (Pologne joueur de l'équipe nationale, WR. 142, Rev 8.6)
- Zolt Pete de Serbie (international, WR. 233, du 6 / 08)
- Entraîneur : Momcilo Bojic

## Palmarès
- Vainqueur de l'ETTU Cup en 2002, 2005 et 2009
- Vainqueur de la Coupe d'Allemagne en 2009
- Finaliste de l'ETTU Cup en 2006
- Finaliste de la Coupe d'Allemagne en 2012